# Friedrich Behle
Friedrich Behle (* 2. Oktober 1872 in Rattlar; † 18. Januar 1964 in Korbach) war ein deutscher Gastwirt und Politiker (SPD).

## Leben
Behle war der Sohn des Schumacher Heinrich Friedrich Christian Behle (1841–1886) und dessen Ehefrau Henriette geborene Hellwig (1845–1887). Er heiratete am 4. Juni 1910 in Elberfeld Helene Bönner (1886–1968).
1875 zog die Familie von Rattlar nach Korbach. 1887 ging Behle für eine Schuhmacherlehre nach Barmen. Von 1890 bis 1892 war er auf der Wanderschaft zwischen Köln und Mannheim, bevor er von 1892 bis 1894 seinen Militärdienst in Metz ableistete. Anschließend war Behle in Elberfeld Hausbursche und Portier, bevor er nach Korbach zurückkehrte, wo er ein Obst- und Gemüsegeschäft gründete. Ab 1926 betrieb er die Gaststätte "Deutsches Haus" in Korbach.
Ab 1901/02 war Behle Mitglied der SPD, deren Ortsgruppe in Korbach er gründete. Von 1919 bis 1928 war er Mitglied des Korbacher Gemeinderats. Von 1919 bis 1922 gehörte er für die SPD der Verfassungsgebenden Waldeck-Pyrmonter Landesvertretung an, von 1919 bis 1925 war er Mitglied des Landesausschusses. Am 1. Mai 1937 wurde Behle Mitglied der NSDAP (Mitglieds-Nr. 5701019).